# کولیچ (نان)

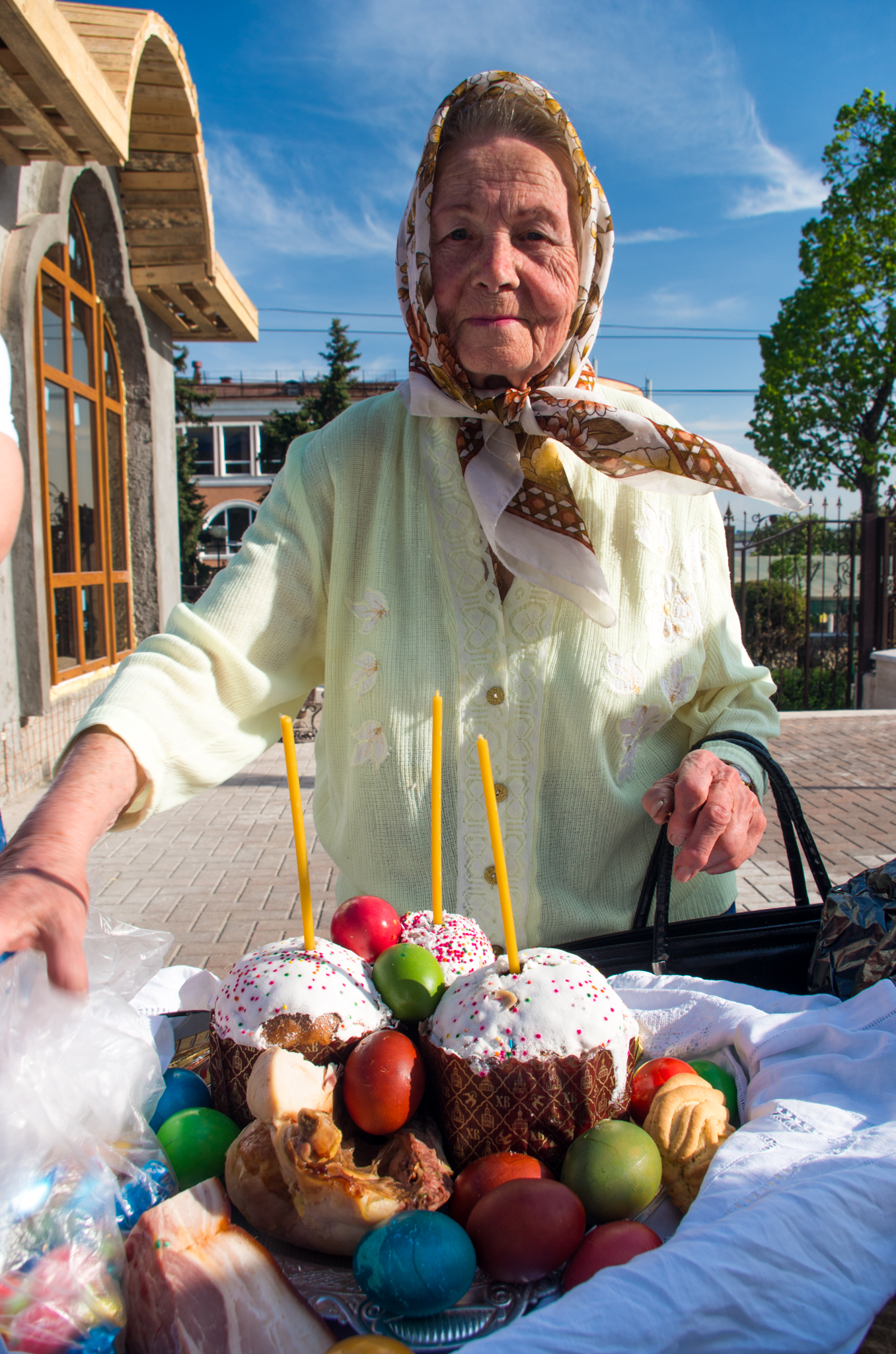
بابوشکا با نان کولیچ و تخم‌مرغ‌های رنگی عید پاک، سرزمین استاوروپول، روسیه

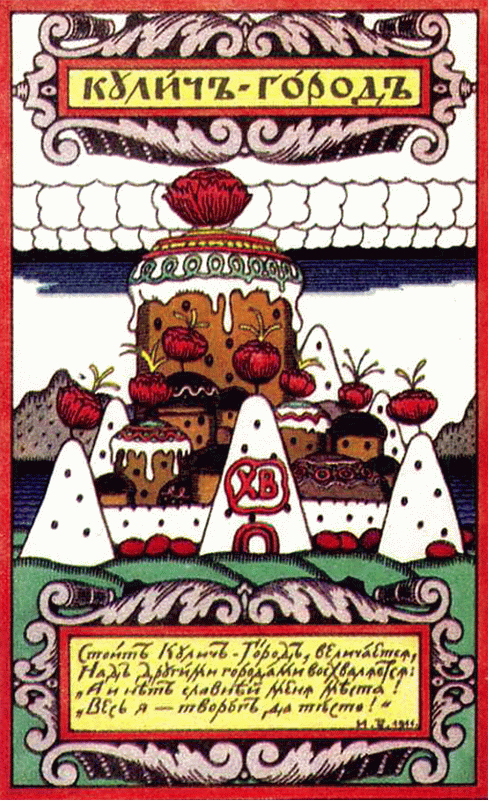
این تصویر از ایوان بیلیبین، هنرمند روس، از زبان روسی رسم‌الخط قدیمی استفاده می‌کند که می‌توان آن را به شکل مدرن چنین ترجمه کرد: «شهر کولیچ ایستاده و به خود می‌بالد؛ خود را بر دیگر شهرها می‌ستاید؛ جایی بهتر از من نیست! زیرا من سراسر توورُگ و خمیر هستم! حروف Х و В مخفف Христос воскрес («مسیح برخاسته است») هستند.»

کولیچ نام زبان روسی برای نان عید پاک است. برای اسلاوهای شرقی، نان جشن به شکل گرد و بلند پخته می‌شود و روی آن با خمیر تزئین می‌گردد. شکل استوانه‌ای کیک با سنت کلیسایی پخت آرتوس مرتبط است. سنت نان پاسکا در فرهنگ‌هایی که با امپراتوری بیزانس در ارتباط بودند گسترش یافت و بخشی از فرهنگ کشورهای دارای مسیحیت ارتدکس شرقی است. این نان در کشورهایی مانند روسیه، بلاروس، اوکراین، رومانی، ارمنستان، گرجستان، مولداوی، مقدونیه شمالی و صربستان خورده می‌شود. کولیچ گونه‌ای از نان‌های عید پاک پاسکا است و نه‌تنها عید پاک بلکه بهار را نیز نمایندگی می‌کند. عید پاک در کشورهای اروپای شرقی جشنی بسیار مهم است، حتی مهم‌تر از کریسمس.

## آماده‌سازی
به‌طور سنتی پس از مراسم عید پاک، کولیچ که درون یک سبد گذاشته و با گل‌های رنگارنگ تزئین شده، توسط کشیش تبرک می‌شود. کولیچ تبرک‌شده پیش از صبحانه هر روز خورده می‌شود. هر کولیچ باقی‌مانده‌ای که تبرک نشده باشد، همراه پاسخا به‌عنوان دسر خورده می‌شود.
کولیچ در قالب‌های بلند و استوانه‌ای (مانند قوطی قهوه یا آبمیوه) پخته می‌شود. پس از خنک‌شدن، روی آن را با روکش سفید (که کمی از کناره‌ها سرازیر می‌شود) و گل‌های رنگی تزئین می‌کنند. در گذشته معمولاً آن را با پنیر پاسخا که حروف ХВ (از تبریک سنتی عید پاک Христос воскрес (Khristos voskres، «مسیح برخاسته است»)) روی آن نوشته شده بود، سرو می‌کردند.
کولیچ تنها بین عید پاک و عید پنجاهه خورده می‌شود.
دستور پخت کولیچ شبیه پانِتونه ایتالیایی است، اما بافت آن متراکم‌تر و وزنش بسیار بیشتر است.

## خاستگاه

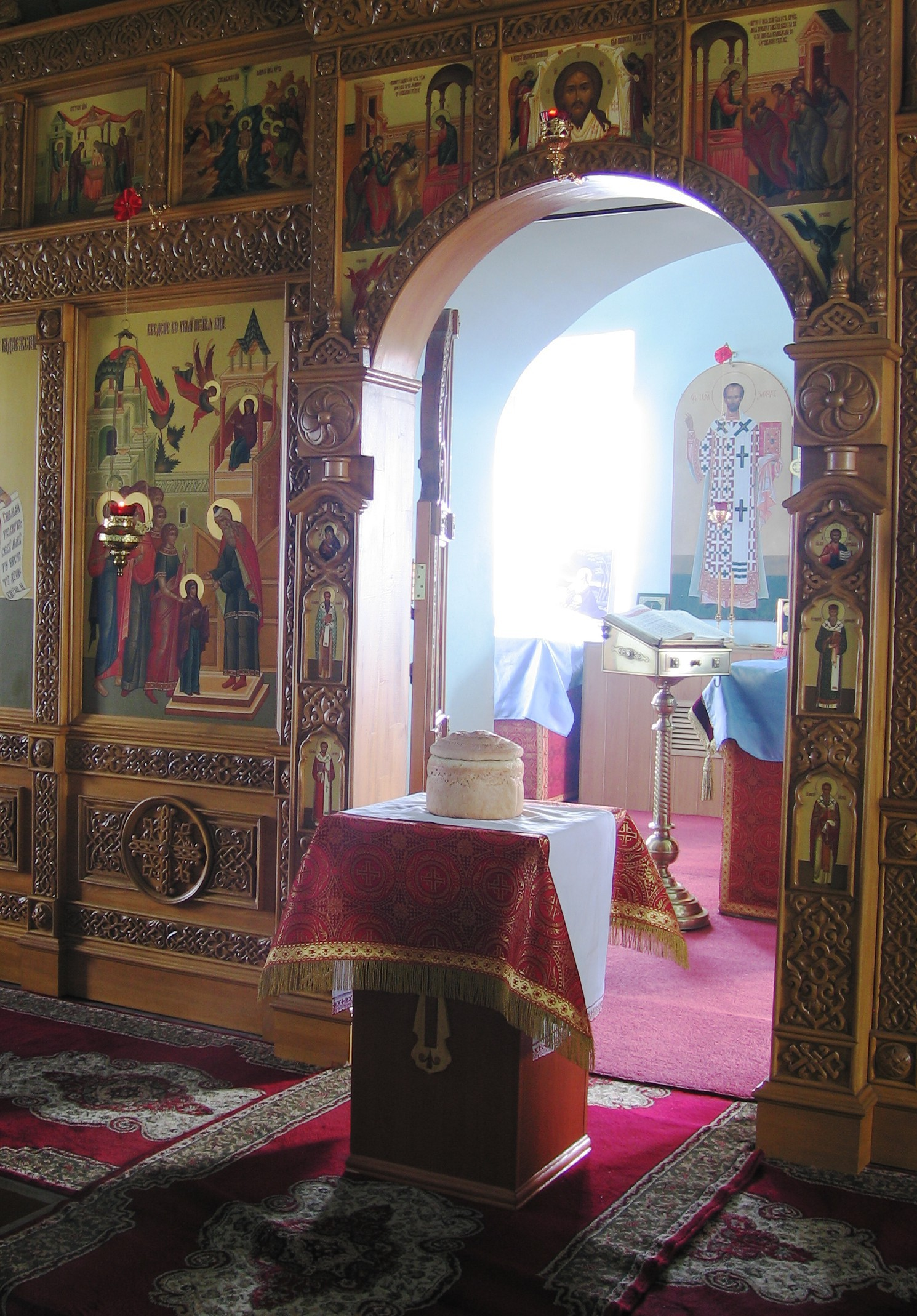
آرتوس روی آنالوی در برابر درهای سلطنتی باز

کولیچ نمونه‌ای شبیه به آرتوس کلیسایی است — نان بزرگ خمیرمایه‌دار که نسخه مردمی و «خانگی» آن به‌شمار می‌رود. در سنت روسی، آرتوس نانی بلند و استوانه‌ای است که در نخستین روز عید پاک و در لیتورژی پس از دعای پس از آمون تقدیس می‌شود و در شنبه روشن پس از خواندن دعا و قطعه‌کردن، میان مؤمنان توزیع می‌گردد.
به‌گفتهٔ و.گ. خولودنایا، کولیچ تحت‌تأثیر سنت اسلاوی پخت نان آیینی بهاری شکل گرفته است. کولیچ عید پاک به‌عنوان نان آیینی پیش از آغاز کارهای کشاورزی و با خمیر ترش پخته می‌شد. این نان مقدس را روستاییان در آیین‌های باروری و محافظتی به کار می‌بردند و باقی‌ماندهٔ آن را برای فال‌گیری دربارهٔ محصول و زاد و ولد دام استفاده می‌کردند.
و.و. پوخلیوبکین بر این باور است که در گذشته در روسیه کولیچ را دو تا سه بار در سال، یعنی نه فقط برای عید پاک، بلکه در بزرگ‌ترین جشن‌ها نیز می‌پختند.

## نام

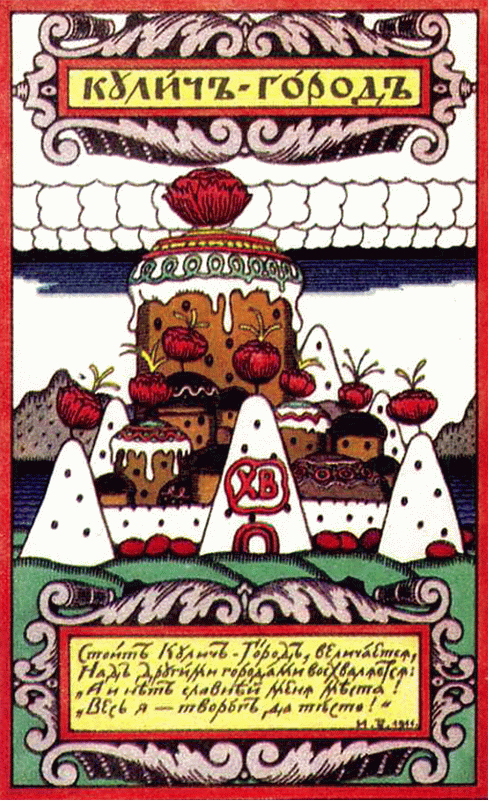
ایوان بیلیبین. شهر-کولیچ: «شهر کولیچ ایستاده و خود را می‌ستاید، بر شهرهای دیگر فخر می‌فروشد، و جایی باشکوه‌تر از من نیست! من سراسر پنیر و خمیرم»، میان سال‌های ۱۹۱۱ و ۱۹۱۲

در گویش‌های روسی نام‌های دیگری نیز یافت می‌شود — کولیتسا و کولیچکا (گویش پسکوف)، هرچند کولیچکا همچنین به معنای «واتروشکا» (گویش‌های ولادیمیر، کاستروما، یاروسلاول)، «کِرِندل خمیر بی‌مخمر» (یاروسلاول)، «پیرای عروسی» و «مجلسی که پس از مراسم ازدواج برگزار می‌شود» (روستوف-یاروسلاول) نیز به کار می‌رود.
در زبان اوکراینی و گویش‌های جنوب روسیه برای اشاره به کولیچ از واژهٔ پاسکا استفاده می‌شود. گرچه گاهی پاسکا را به‌سبب داشتن تزئینات خمیری و نداشتن روکش قندی از کولیچ متمایز می‌دانند، در عمل این دو اغلب از نظر دستور پخت و ظاهر تفاوتی ندارند (برای نمونه، عکس پاسکاها در یک فروشگاه کی‌یف را ببینید).

## در دورهٔ شوروی
در شوروی، از حدود دههٔ ۱۹۳۰، محصول قنادی رایجی به نام کیک «بهاری» (همچنین با نام «مایوی») تولید می‌شد. این محصول از خمیر مایه‌دار همراه با کشمش و گردو تهیه و با پودر قند تزئین می‌شد. کیک «بهاری» در فصل بهار عرضه و معمولاً تا نیمهٔ ماه مه در دسترس بود. این کیک به‌طور رسمی جایگزین کولیچ عید پاک معرفی شد و با وجود سیاست الحاد دولتی در شوروی، محبوبیت زیادی یافت.
در سال ۱۹۲۹، کارزار ضد مذهبی در شوروی آغاز شد که طی آن کولیچ به‌عنوان نماد آیین‌های مذهبی خانگی و قابل حذف در نظر گرفته شد. بر اساس یادداشت روزانهٔ یکی از ساکنان سن‌پترزبورگ در سال ۱۹۲۹، فشار بر مذهب سبب شد که پخت کولیچ در نانوایی‌های دولتی و خصوصی متوقف شود و حتی تلاش‌هایی برای عرضهٔ کولیچ در قالب کِرِندل صورت گیرد. کتاب «کار باشگاهی مدرسه» در سال ۱۹۳۰ پیشنهاد می‌کرد که از تصویر کولیچ در فعالیت‌های ضد مذهبی پیشاهنگان استفاده شود و خوردن کولیچ توسط پیشاهنگ تخلفی جدی و مستوجب اخراج از سازمان محسوب می‌شد.
در دورهٔ شوروی، حذف کولیچ از مصرف به‌سبب ارتباطات مذهبی آن مد نظر بود. اما با نفوذ دیدگاه میخائیل کالینین که در سال ۱۹۳۳ بیان و در سال‌های ۱۹۳۵–۱۹۳۶ مورد توجه قرار گرفت، کولیچ صرفاً به‌عنوان نوعی نان در نظر گرفته شد و از بار آیینی آن کاسته شد. موضع رسمی اجازهٔ خوردن کولیچ را می‌داد، اما تقدیس آن و آیین‌های وابسته را محکوم می‌کرد. از اول مه ۱۹۳۶، روزنامهٔ «پراودا» کیک «بهاری» را به‌عنوان جایگزین روشنفکرانهٔ پخت عید پاک تبلیغ می‌کرد.
در سال‌های ۱۹۳۵–۱۹۳۶ بازگرداندن و بازآفرینی برخی نمادهای آیینی مانند درخت سال نو و کولیچ در قالبی جدید آغاز شد. در سال ۱۹۴۳، در بحبوحهٔ جنگ بزرگ میهنی و نزدیکی موقت دولت و کلیسا، دستور تولید کیک «بهاری» صادر شد که در عمل همان کولیچ بود و در دوران جنگ و پس از آن فروخته می‌شد. یادداشت روزانهٔ ۲۷ آوریل ۱۹۴۳ فروش کولیچ با کوپن نان سفید در مسکو و علاقهٔ مردم به عید پاک را تأیید می‌کند. با این حال، محدودیت بر آیین‌های مذهبی ادامه داشت، چنان‌که در سال ۱۹۵۰ به یک کارمند بوفهٔ وزارت صنایع کشتی‌سازی به‌دلیل فروش تخم‌مرغ رنگی در عید پاک تذکر داده شد.
پس از جنگ، مقابله با خوراکی‌های آیینی ادامه یافت، ولی بسیاری از واحدهای تغذیهٔ عمومی همچون رستوران‌ها و کافه‌تریاها عملاً با سیاست رسمی مخالفت کرده و طرح‌های فروش خود را اجرا می‌کردند.
در بهار ۱۹۵۰، دستور پخت رسمی کیک «بهاری» تهیه شد که سازشی با ایدئولوژی الحادی بود. تا آن زمان، دستور رسمی کولیچ در صنعت نان وجود نداشت. با وجود نام «کیک بهاری» طبق گُست، این محصول عملاً همان کولیچ بود و در فرهنگ تجاری شوروی نیز چنین شناخته می‌شد.
با آغاز کارزار ضد مذهبی خروشچف در ۱۹۶۰، فشار بر تولید و فروش کولیچ افزایش یافت. این موضوع در یادداشت بوریس ورونسکی در ۱۹۶۱ و شعر طنز مجلهٔ «کروکودیل» در ۱۹۶۲ منعکس شد. اولگا کولچینا، دبیر دوم کمیتهٔ حزبی استان مسکو، نیز در بیست و دومین کنگرهٔ حزب کمونیست اتحاد شوروی فروش کولیچ تحت عنوان «کیک بهاری» را نقد کرد. در سال ۱۹۶۱ در مسکو ۵۸۰ تُن کیک بهاری (کولیچ) پخته شد.
در نسخهٔ ۱۹۳۹ کتاب «کتاب خوراکی خوشمزه و سالم»، دستور خوراک مناسب سفرهٔ عید پاک با عنوان «کیک» آمده بود. نسخهٔ ۱۹۵۲ این کتاب دستور «کولیچ» را درج کرد و این دستور در چاپ‌های بعدی دههٔ ۱۹۶۰ نیز باقی ماند، حتی در اوج کارزار ضد مذهبی.
در سال‌های ۱۹۶۱–۱۹۶۲ مقامات شوروی دریافتند که کیک «بهاری» همان کولیچ سنتی است و محدودیت‌هایی موقت اعمال کردند. پس از پلنوم سپتامبر ۱۹۶۵ کمیته مرکزی حزب کمونیست اتحاد شوروی، با تأکید بر بهره‌وری اقتصادی، تولید کولیچ با همان نام سابق از سر گرفته شد. این محصول عملاً به نشانهٔ غیررسمی فصل عید پاک تبدیل شد و حضور «کیک‌های بهاری» در بازار خبر از نزدیک‌شدن عید می‌داد، هرچند خود عید در شوروی تبلیغ نمی‌شد.
به‌گفتهٔ نویسنده سرگئی افرُس در مقاله‌ای در سال ۱۹۷۶، «کیک بهاری» فقط در دوره‌ای مشخص عرضه می‌شد، همچون نان‌های آیینی. نمونه‌های مشابه با استاندارد گُست («نان‌های مایسکی» با کشمش، کیک «اسلاوی») نقش نشانگر تقویمی را در چارچوب سنت ارتدکس بازی می‌کردند، در حالی که برای مصرف سکولار سازگار شده بودند. دستور «کیک بهاری» شامل گلازوری یا پاشیدنی بادام‌زمینی بود که آن را به کولیچ کلاسیک نزدیک می‌کرد، هرچند همه این دو را یکی نمی‌دانستند. به‌گفتهٔ افرُس، خرید چنین محصولاتی توسط افراد غیردینی شکلی غیرمستقیم از مشارکت در آیین مذهبی محسوب می‌شد.